# 望月悦子 (女優)
望月 悦子（もちづき えつこ、1974年7月5日 - ）は、日本の元女優。ZONE所属。東京都出身。

## 略歴
- 血液型はO型。趣味は散歩、テレビドラマやCMを中心に出演。

## 主な出演作品

### テレビドラマ
- 葵 徳川三代（2000年、NHK大河ドラマ） - お稲
- ある日、嵐のように（2001年、NHK）
- 一攫千金夢家族2（2003年、TBS）
- 独身3!!（2003年、テレビ朝日）

### Vシネマ
- 口裂け女（2007年）

### 映画
- Scratch! LOVE&HEAT

### 舞台
- 桃魂乱舞譚（2002年）
- ラグナロック

### CM
- メイクメリーズ（1997年）
- CoCo壱番屋（1998年）
- JA共済
- 大正製薬「大正漢方胃腸薬」
- 武富士「ティッシュ配り編」（2003年）
- 森永製菓